# Rafel Tur i Costa
Rafel Tur i Costa   (Santa Eulària des Riu, 1927 - Eivissa, 30 de desembre de 2020) fou un pintor eivissenc.

## Biografia
Costa va estudiar a l'Escola d'Arts i Oficis Artístics d'Eivissa, encara que la seva formació es pot qualificar de bàsicament autodidàctica. El 1955 va conèixer els integrants de la Hochschule Für Bildende Kunste de Berlín, i es casà amb una d'elles, Anneliese Wit. Això el posà en contacte amb els plantejaments artístics d'avantguarda europea. Des del 1959 va mantenir contacte amb el Grupo Ibiza 59 tenint com a seu la Sala d'Exposicions El Corsario.en la qual va partcipar en una sèrie col·lectiva de "Pintores Ibicencos".
La seva primera exposició individual va ser el 1962 a la Sala de Cultura de la Caixa de Pensions, d'Eivissa, on tornaria a exposar el 1963. En les seves primeres obres abstractes de la dècada dels seixanta apareix predominantment el color negre, que aviat va ser desterrat pel blanc i per altres d'intensa vibració, que anaven ocupant l'espai pictòric de manera característica i per sempre.
Al començament dels anys setanta, l'obra de Tur es personalitzà per l'elecció del blanc com espai-color i dels traços de perfil informalista de colors purs i argent. A la seva obra es manifesta amb força la preocupació per les textures de la matèria. Apareixen collages en què els papers se superposen a la tela cercant la profunditat dels blancs, però també una reflexió sobre l'espai plàstic mateix. En aquesta dècada, precisament, quan la seva obra reflecteix un fort principi per racionalitzar l'espai seguint les formes geomètriques.
Posteriorment va exposar a la galeria Carl van der Voort (Eivissa, 1970, 1972, 1974, 1976 i 1978), a les galeries Nova (Barcelona, 1971), Packhaus (Berlín 1973), Sala Pelaires (Palma,1975), Berdussán (Saragossa, 1976), Internacional (Madrid, 1976), Ponce (Ciutat de Mèxic, 1976) i René Metras (Barcelona, 1977).
Els anys vuitanta la seva obra es caracteritza per una conjunció d'aspectes informalistes i geomètrics que li atorguen una major riquesa de textures. L'artista alenteix les exposicions i es limita a mostrar la seva obra a l'illa (Museu d'Art Contemporani d'Eivissa (1983), galeria Carl van der Voort, 1988), a Barcelona (René Metras, 1980) i a Palma (Sala Pelaires, 1980).
Va participar en nombroses exposicions col·lectives arreu d'Europa i els EUA. Hi ha obra seva al Museu d'Art Contemporani d'Eivissa, al fons d'art de l'Ajuntament de Palma i del Govern de les Illes Balears, al Museu Internacional Salvador Allende i a la National Gallery of Modern Art de Nova Delhi. El 2001 va rebre el Premi Ramon Llull.